# Kentron
Pour les articles homonymes, voir Kentron (homonymie).
Kentron (en arménien Կենտրոն) est le district central d'Erevan, la capitale de l'Arménie. Il abrite les centres administratifs, politiques et commerciaux. C'est également le lieu le plus touristique de la ville puisqu'il réunit la majorité des hôtels, restaurants, bars, clubs et musées.

## Situation
D'une superficie de 1 420 hectares, il est situé au centre de l'agglomération. Sa population est de 129 700 habitants.

## Administration
Le district est divisé en cinq quartiers : Pokr Kentron, Noragyugh, Nor Kilikia, Aygestan et Kond (en).